# Lučane (Sinj)
Lučane falu Horvátországban Split-Dalmácia megyében. Közigazgatásilag Sinjhez tartozik.

## Fekvése
Splittől légvonalban 26, közúton 39 km-re északkeletre, községközpontjától 5 km-re északnyugatra, a Sinji mező szélén, a Svilaja-hegység lábánál fekszik.

## Története
A régészeti leletek tanúsága szerint már az ókortól fogva lakott volt. A területén előkerült ókori sírok a 3. század végétől a 6. század végéig keletkeztek. A középkori horvát állam megalapítása után területe a Cetinai zsupánsághoz, majd az azonos nevű grófsághoz tartozott. Bare nevű településrészén jelentős és gazdag mellékletekkel rendelkező középkori temetőt tártak fel a szakemberek. A több csoportban található sírok a 7. századtól a 15. századig datálódnak jelezve, hogy ez a terület a középkorban is folyamatosan lakott volt. A település első írásos említése 1341-ben történt Tvrdoš Berislavić adománylevelében. Nevét Szent Lukács evangélista tiszteletére szentelt templomáról kapta. Középkori források még 1369-ben, 1393-ban, és 1406-ban is megemlítik. 1450-ben Petar Talovac cetinai gróf új templomot építtetett ide, melyet Szent Katalin tiszteletére szenteltek, ez a templom azonban később romba dőlt. A Cetina felső folyásának környéke először 1513-ban került török kézre, majd Sinj várának 1536-os eleste után szilárdult meg a török uralom, mely 1686-ig Sinj felszabadításáig tartott. A török uralom idején a horvát lakosság fokozatosan kipusztult. A török felett 1715-ben Sinjnél aratott nagy győzelem, majd az 1718-as  pozsareváci béke véget vetett az állandó török veszélynek. A kipusztult lakosság pótlására a velencei hatóságok irányításával és rámai ferences szerzetesek vezetésével Boszniából és Hercegovinából keresztény lakosság érkezett. A velencei uralomnak 1797-ben vége szakadt és osztrák csapatok vonultak be a településre. 1806-ban az osztrákokat legyőző franciák uralma alá került, de Napóleon lipcsei veresége után 1813-ban újra az osztrákoké lett. A Habsburg uralom 1918-ig tartott. 1918-ban az új szerb-horvát-szlovén állam, majd később Jugoszlávia részévé vált. 1857-ben 346, 1910-ben 705 lakosa volt. A második világháború idején a Független Horvát Állam része volt. A háború után a szocialista Jugoszlávia része lett. A település 1991-től a független Horvátországhoz tartozik. 2011-ben 649 lakosa volt, akik főként mezőgazdaságból és állattenyésztésből éltek, valamint a közeli városokban dolgoztak.

## Lakosság
| Lakosság változása | Lakosság változása | Lakosság változása | Lakosság változása | Lakosság változása | Lakosság változása | Lakosság változása | Lakosság változása | Lakosság változása | Lakosság változása | Lakosság változása | Lakosság változása | Lakosság változása | Lakosság változása | Lakosság változása | Lakosság változása |
| ------------------ | ------------------ | ------------------ | ------------------ | ------------------ | ------------------ | ------------------ | ------------------ | ------------------ | ------------------ | ------------------ | ------------------ | ------------------ | ------------------ | ------------------ | ------------------ |
| 1857               | 1869               | 1880               | 1890               | 1900               | 1910               | 1921               | 1931               | 1948               | 1953               | 1961               | 1971               | 1981               | 1991               | 2001               | 2011               |
| 346                | 433                | 460                | 525                | 555                | 705                | 721                | 718                | 708                | 760                | 804                | 769                | 768                | 720                | 687                | 649                |

## Nevezetességei
Szent Katalin tiszteletére szentelt római katolikus temploma 1732-ben épült az 1341-ben említett középkori Szent Lukács templom helyén. Harangtornyát 1931-ben építették. A templom régi oltárán Szent Katalin képe és szobra állt, ezt azonban később eltávolították és egy új, szembemiséző oltárt építettek helyette.